# Spaske, Sosnîțea
Spaske (în ucraineană Спаське) este localitatea de reședință a comunei Spaske din raionul Sosnîțea, regiunea Cernihiv, Ucraina.

## Demografie
Componența lingvistică a localității Spaske
     Ucraineană (98,21%)
     Rusă (1,79%)
Conform recensământului din 2001, majoritatea populației localității Spaske era vorbitoare de ucraineană (98,21%), existând în minoritate și vorbitori de rusă (1,79%).